# Pseudonautia rondoniae
Pseudonautia rondoniae is een rechtvleugelig insect uit de familie Romaleidae. De wetenschappelijke naam van deze soort is voor het eerst geldig gepubliceerd in 1983 door Descamps. Zoals de naam aangeeft, komt deze soort voor op de Braziliaanse deelstaat Pará.